# Нігер (річка)
Ні́гер (фр. Niger, англ. Niger МФА: [ˈnaɪdʒər], йоруба Niger, Ọya) — міжнародна річка в Західній Африці (на території держав Гвінея, Малі, Нігер, Нігерія), третя за довжиною і площі басейну в Африці після Нілу і Конго. Довжина 4160 км, сточище 2 117 700 км², середня річна витрата води у гирлі 8630 м³/сек, річний стік 378 км³, кількість мулу 67 мільйонів тонн на рік.

## Етимологія
Мовами Манден Нігер називається Jeliba або Joliba («велика річка»), туарезькими мовами — Egerew N-Igerewen «річка річок», сонгайськими мовами — Isa Ber «Велика річка», і мовою Йоруба — Oya. Походження назви Нігер, яку спочатку застосовували тільки до середини річки, є невизначеним. Найімовірнішим видається варіант зміни під впливом латинського niger «чорний» туарезької назви egerew nigerewen, яка використовувалася в середній течії річки поблизу Тімбукту. Оскільки Тімбукту знаходився на південному кінці головного Транс-Сахарського торгового шляху, що вів до західної частини Середземного моря, він був джерелом більшості європейських знань про регіон.
Середньовічні європейські мапи застосовують ім'я Нігер у середній течії річки, в сучасному Малі, але Quorra (Kworra) у нижній течії в сучасній Нігерії, оскільки вони не були визнані однією річкою. Коли європейські колоніальні держави почали відправляти судна уздовж західного узбережжя Африки в XVI і XVII століттях, річка Сенегал часто постулюється як впадаюче в море закінчення Нігеру. Дельту річки Нігер, що впадає в Атлантику через мангрові болота і тисячі приток протягом більше ста п'ятдесяти кілометрів, вважали не більше ніж прибережними водно-болотними угіддями. І тільки з відвідувань Мунго Парка у XVIII столітті, який подорожував вниз за течією річки Нігер і відвідав велику Сахельську імперію, європейці правильно визначили русло Нігеру, і розширення ім'я на всю її довжину.
Сучасні народи Нігерії та Нігеру перейняли свої назви від річки, підкреслюючи заперечення претензій колоніальних держав «Верхнього», «Нижнього» і «Середнього» басейну річки Нігер протягом Боротьби за Африку наприкінці XIX століття.

## Географія

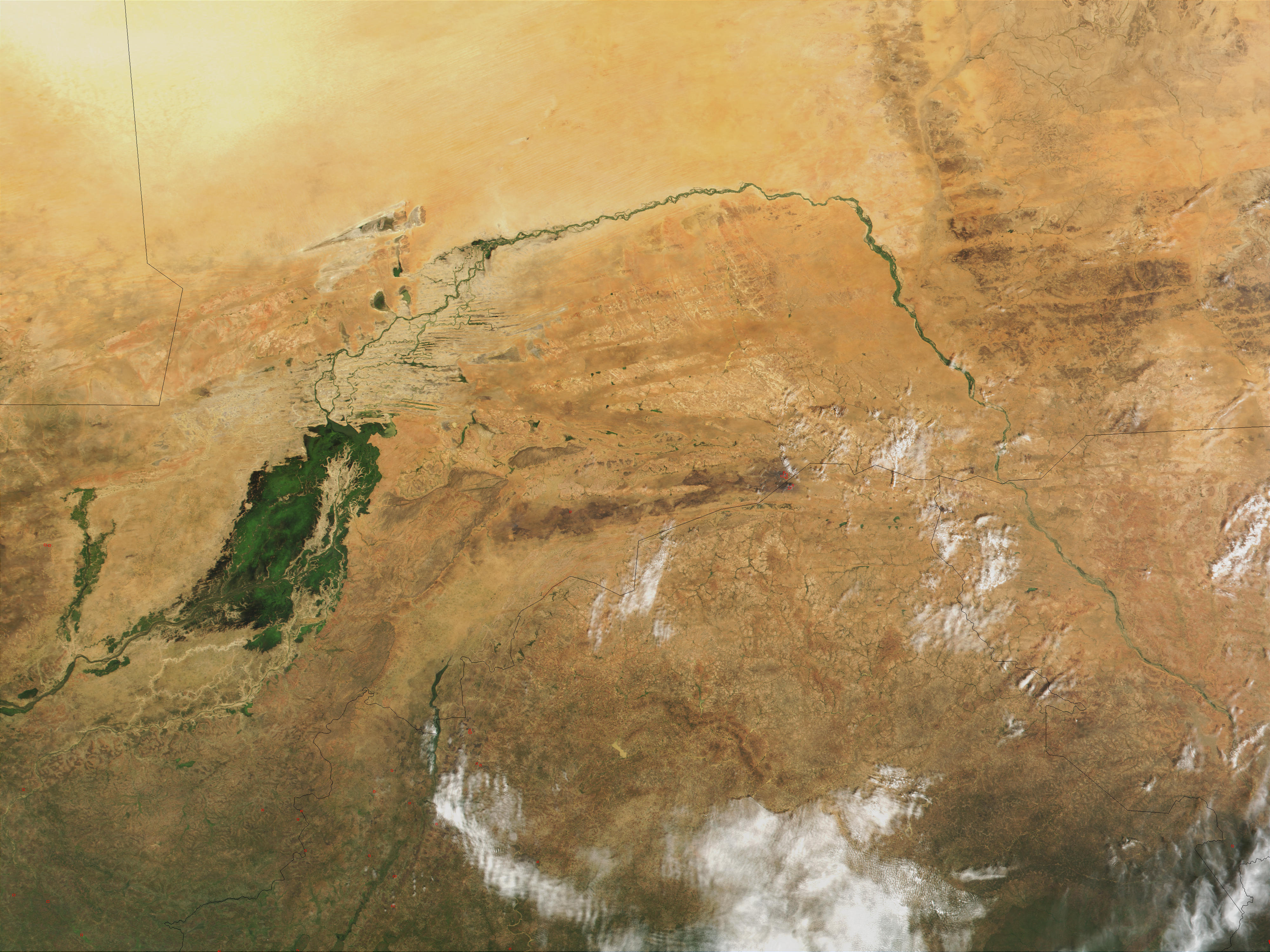
Велика петля річки Нігер, видна з космосу, утворює зелену арку, що проходить через коричневі землі Сахелів та савани. Зелений масив ліворуч — внутрішня дельта Нігеру, та зовсім зліва видно притоки річки Сенегал.

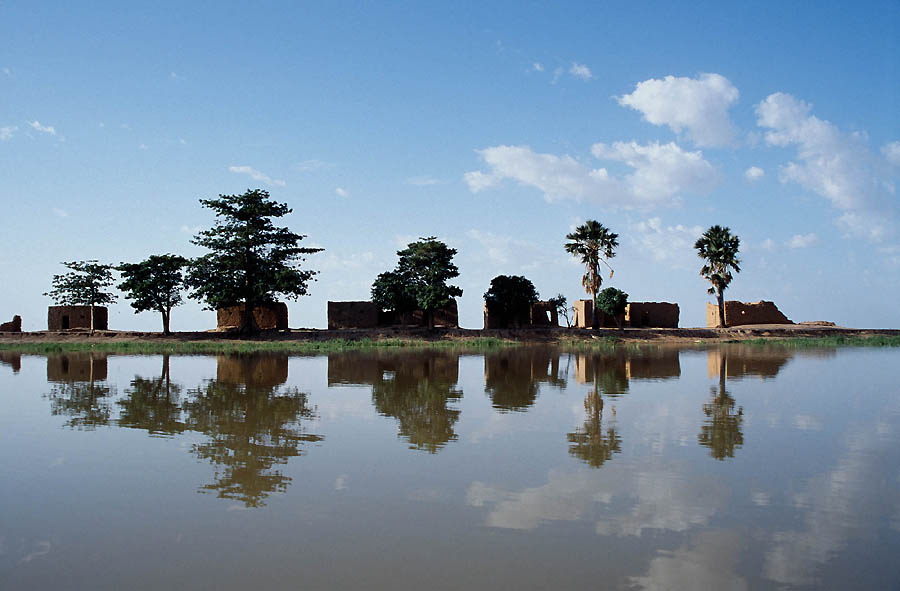
Будинки на острові посеред озера Дебо, в широкій частині річки Нігер

Річка бере початок під назвою Джоліба на схилах Леоно-Ліберійської височини, впадає в Гвінейську затоку Атлантичного океану, утворюючи дельту. Від витоків приблизно до 10° західної широти тече на північний схід у горах, переважно у вузькій долині, потім виходить на рівнини Судану, де розбивається на численні рукави і протоки і утворюючи внутрішню дельту; в районі міста Томбукту рукави знову з'єднуються в одне русло. Від Куруси до Бамако і нижче за місто Сегу долина широка; тут річка значно збільшує свою водоносність унаслідок впадання приток; судноплавна. Між містами Ке-Масина і Томбукту Нігер розділяється на багато рукавів і протікає в широкій, сильно заболоченій заплаві з великою кількістю проток, стариць і озер. Цей район є внутрішньою дельтою Нігеру тут колись річка впадала у велике безстічне озеро. У районі Томбукту рукав з'єднуються в одне річище. Далі річка тече в східному напрямі приблизно близько 300 км уздовж південної околиці пустелі Сахара, не приймаючи значних приток. Від поселення Бурем річка повертає на південний схід, нижче від міста Єлва перетинає Північно-Гвінейську височину, де приймає багато дрібних приток.
Далі, аж до гирла (близько 750 км), річка тече в широкій долині, доступна для судноплавства. Прийнявши біля міста Локоджа найбільшу притоку — Бенуе — шириною до 3 км і завглибшки до 20 м і більше.
За 181 км від океану (поблизу міста Аба) починається дельта Нігеру (24 тис. км²). За протяжністю найбільший рукав — Нун, для судноплавства користуються глибшим рукавом Форкадос. Морські припливи охоплюють велику частину дельти і лише на 35 км не досягають її вершини; висота їх на Форкадосі близько 1,2 м.
Нігер живиться водами літніх мусонних дощів і характеризується складним водним режимом. У верхній течії паводок починається в червні і у Бамако досягає максимуму у вересні — жовтні. У нижній течії підйом води починається в червні від місцевих дощів, у вересні він сягає максимуму, далі рівень падає, але в лютому знов підвищується у зв'язку з приходом сюди паводку з верхньої частини сточища.

## Дослідження Європейцями

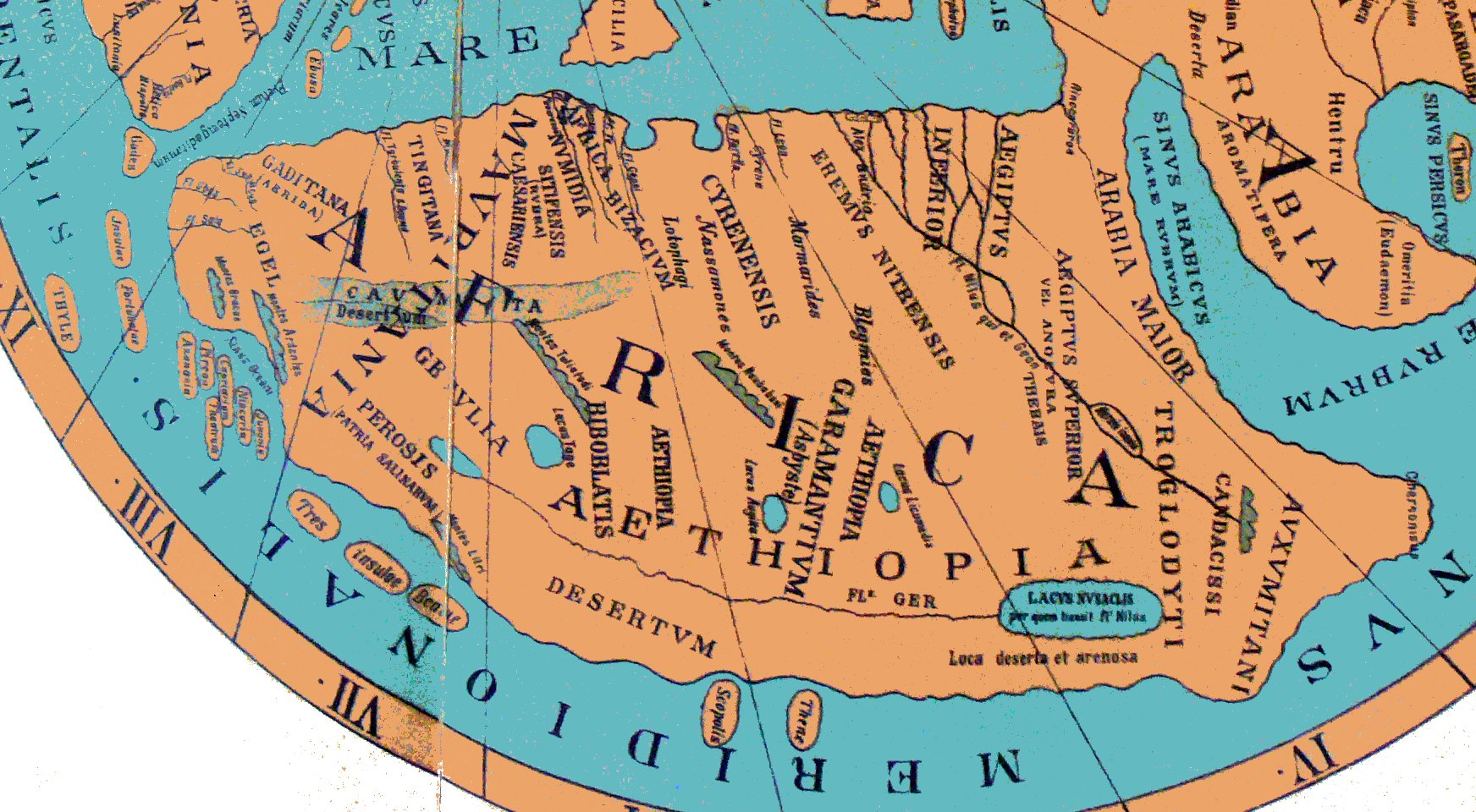
Реконструкція космографії Равенни розміщеної в Птолемеєвих мапах. Річка Гер видна внизу. Слід звернути увагу, що, згідно з Птолемеєм, вона знаходиться зразу на південь від земель Гарамантів, в сучасній Лівії, стискаючи континент на північ до земель центральної Сахари.

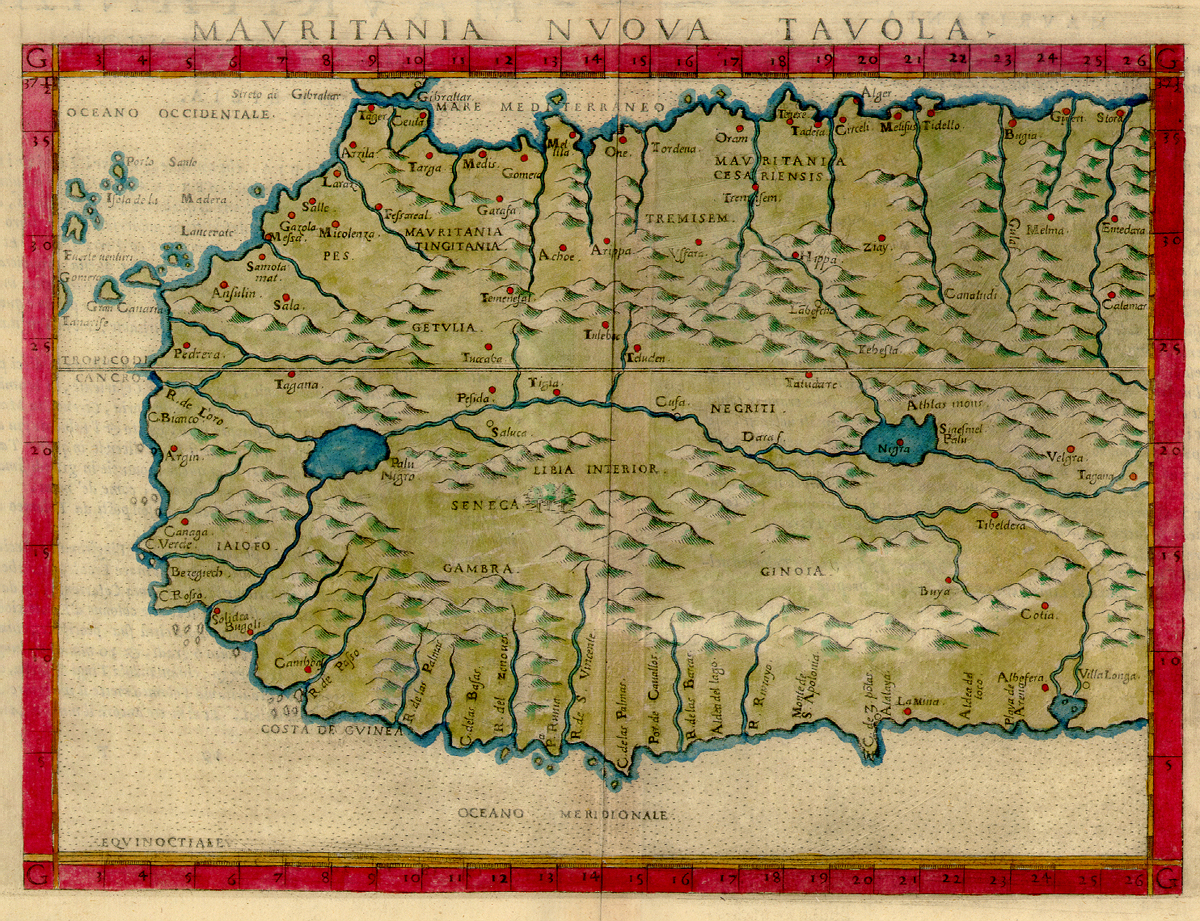
Мапа Західної Африки 1561 року, створена Жироламо Рушеллі, з італійського перекладу Птолемеєвого атласу «Географія Клавдія Птолемея Александрійського. Новий переклад з грецької мови на італійську» (“La Geograpfia Di Claudio Tolomeo Alessandrino, Nouvamente Tradatta Di Greco in Italiano”). Автор намагався об'єднати інформацію, отриману від португальців, що торгували вздовж узбережжя, з Птолемеєвими мапами. Мається на увазі, що річки Сенегал та Гамбія впадають в озеро, куди також впадає «Гер»/річка Нігер, яке, в свою чергу веде до «озера Ніл» та річки Ніл.

Походження назви річки, залишається неясним. Абсолютно відомо тільки, що «Нігер» було найменуванням, що застосовується в Середземномор'ї, принаймні в класичну епоху, коли знання європейців цієї області були навряд більшими, ніж здогади. Ретельне вивчення праць, написаних античними авторами про глибини Сахари починається з Птолемея, який згадує дві річки в пустелі: «Ґір» (Gir) і далі на південь, «Ні-Ґір» (Ni-Gir). Перша була так визначена як Ваді Ґір (Wadi Ghir) на північно-західному краю Туат, уздовж кордону сучасних Марокко та Алжиру. Ні-Гер, швидше за все, фікція, хоча назва прижилася, як назва річки на півдні «Відомого» середземноморським вченим світу. Светоній повідомляє про поїздки римлян до Гер, хоча, оскільки у нього назви всіх річок походять з берберської мови, у якій «gher» означає «водяний потік», легко може виникнути плутанина. Пліній пов'язав ці дві річки, як один довгий потік, який тік (через озера і підземні ділянки) до Нілу, сформулювавши уявлення, яке надовго збереглося в Арабському та Європейському світах — і пізніше доповнене річкою Сенегал, як «Гер» — аж до XIX століття. Підключення до річки Ніл було зроблено не просто тому, що він був тоді відомий як велика річка «Ефіопії» (як античні автори називали всі землі на південь від пустелі), а тому, що Ніл розливався кожне літо. У Європі та Західній Азії, повені відбуваються навесні, після танення снігу. Античні автори пояснили літню повінь шляхом розрахунку часу, що потрібен був для паводкових вод для переміщення вниз по річці, і розрахунку того, яким довгим мав би бути Ніл, аби весняна тала вода дотікала до Єгипту влітку. Цикл Нілу ґрунтується на моделі тропічних дощів, а не танення снігу, але таке явище було невідомим для античного середземноморського світу. В описах Лева Африканського і навіть Ібн Батути, — незважаючи на його подорож по річці, — міф про з'єднання Нігеру та Нілу зберігався.

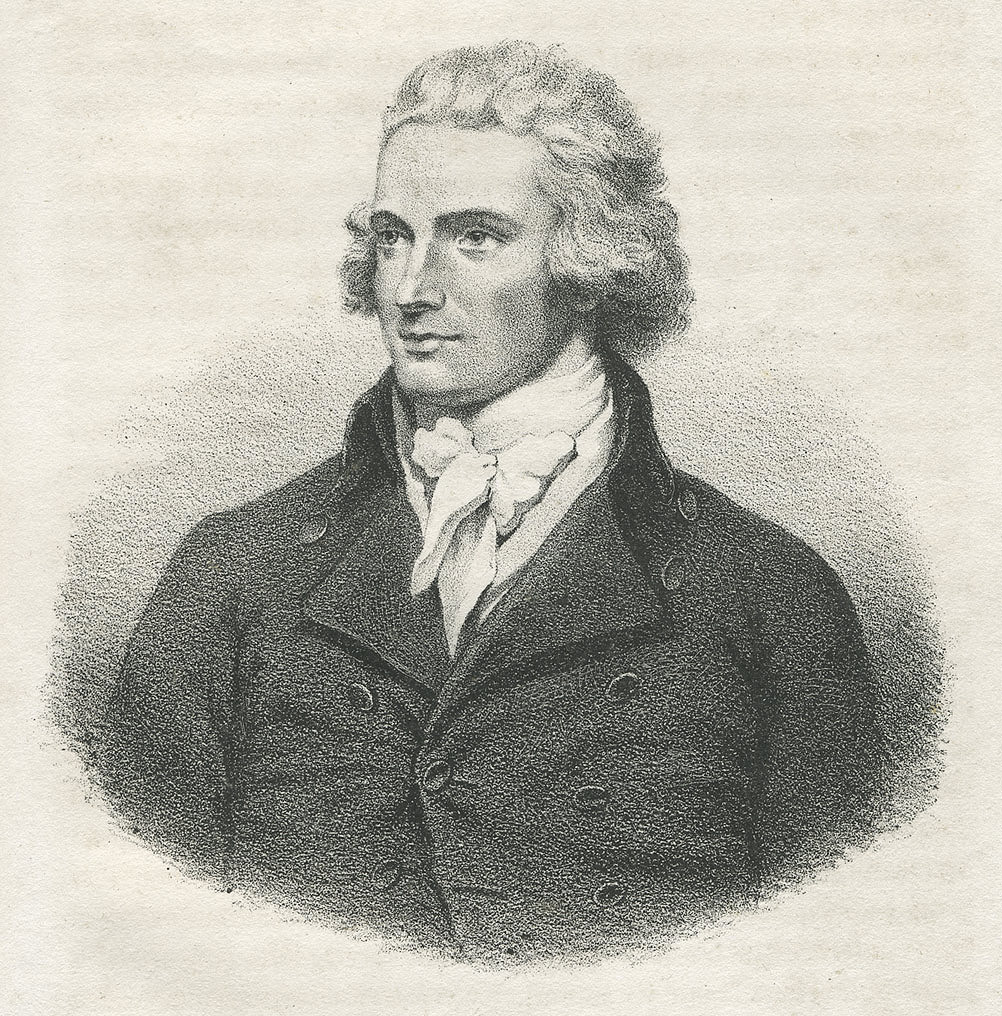
Мунго Парк — перший європеєць, який пройшов вздовж течії річки і визначив справжній маршрут Нігеру

Хоча справжній маршрут Нігеру, імовірно, був відомий місцевим жителям, він був таємницею для зовнішнього світу аж до кінця XVIII століття. Стародавні римляни, такі як Пліній вважав, що річка поблизу Тімбукту була частиною річки Ніл, так само вважав також Ібн Батута, в той час як ранні європейські дослідники вважали, що вона текла на захід і приєднувалася до річки Сенегал.
Багато європейських експедицій в район річки були безуспішними. У 1788 році в Англії було створене Африканське товариство, яке мало сприяти експедиціям до Африки з надією виявити маршрут річки Нігер, і в червні 1796 року шотландський дослідник Мунго Парк став першим європейцем, який пройшов вздовж течії річки. Він встановив, що Нігер тече на схід і не має ніякого відношення ні до Сенегалу, ні до Гамбії — раніше європейці вважали, що Нігер розділяється на ці дві річки. Парк збирався з'ясувати куди ж направлено русло Нігеру, але через тропічну гарячку був змушений повернути назад. Свою подорож він описав у своїй книзі «Подорожі в глибинах Африки», яка з'явилася в 1799 році. У 1805 році він знову відвідав Нігер і досліджував його русло від Бамако до Бусанга, де був убитий місцевими жителями.
Про нижню частину річки Нігер у той час нічого не знали, але вважали, що він впадає до Гвінейської затоки. Це було підтверджено подорожами Діксона Денема і Г'ю Клаппертона у 1825 році і другою подорожжю Клапертона в 1827 році.
У XIX столітті річкові пароплави забезпечили доступ до широких територій у глибині материка. Верф Лерда побудувала таке судно в 1832]] році. Макгрегор Лерд розробив залізний колісний пароплав, Альбурка (Alburkah), здатний самотужки подолати шлях до Західної Африки, де Лерд сподівався торгувати. Макгрегор Лерд взяв експедицію під особистий контроль. Альбурка відплив на південь з Мілфорд-Гейвена (Milford Haven) у липні 1832 року з 48 людьми на борту і, досягнувши гирла Нігеру три місяці по тому, увійшов до історії як перше океанське залізне судно. Пройшовши вверх одним з багатьох потоків дельти Нігеру, Альбурка пройшов вгору за течією головної річки, аж до Локоджі (Lokoja), до місця злиття з річкою Бенуе. Експедиція показала, що Нігер може служити шляхом вглиб континенту для океанських суден, і подолання його залізним пароплавом було тріумфом. Коли Альбурка повернувся до Ліверпуля в 1834 році, тільки дев'ятеро людей з початкового екіпажу з 48 людей були живі, в тому числі сильно ослаблений Макгрегор Лерд.
24 жовтня 1946 року три французи Жан Сові (Jean Sauvy), П'єр Понті (Pierre Ponty) та режисер Жан Руш, колишні державні службовці в Африканських французьких колоніях, вирушили у подорож всією довжиною річки, як ніхто інший до цього. Вони подорожували з самого початку річки поблизу Кісідуґу (Kissidougou) в Гвінеї, йдучи пішки аж до того місця, де могли бути використані плоти, а потім перейшовши на різні місцеві засоби пересування, оскільки річка розширювалася і змінювалася. Двоє з них досягли океану 25 березня 1947 року. П'єром Понті був змушений покинути експедицію в Ніамеї, пройшовши більше половини шляху. Вони мали при собі 16-міліметрову кінокамеру, в результаті відзняті кадри дали Жану Рушу його перші два етнографічні документальні фільми: «У країні чорних магів» («Au pays des mages noirs»), і «Полювання на гіпопотама» («La Chasse à l'hippopotame»). Камера була також використана для ілюстрації подальшої книги Жана Руша «Нігером у пірозі» («Le Niger En Pirogue») (Фернан Натан, 1954), а також Жана Сові «Спуск Нігером» («Descente du Niger») (L'Harmattan 2001). Також вони мали з собою друкарську машинку, на якій П'єр Понті друкував газетні статті, які він розсилав, як тільки випадала така можливість.
Набагато пізніше, норвезький мандрівник Хельге Х'єлланд (норв. Helge Hjelland) здійснив ще одну подорож по всій довжині річки Нігер, розпочавши її у Гвінеї-Бісау у 2005 році. Мандрівка була зафільмована самим мандрівником і представлена широкому загалу як документальний фільм «Найжорстокіша подорож» (англ. The Cruellest Journey).

## Управління та розвиток
Води в басейні річки Нігер частково регулюються греблями. У Малі гребля Селінґуе на річці Санкарані в основному використовується для виробництва гідроелектроенергії, а також дозволяє зрошення. Дві відвідні греблі, одна біля Сотуби (англ. Sotuba), вниз за течією від Бамако, і одна біля Маркали (англ. Markala), вниз за течією від Сегу, які використовуються для зрошення близько 54 000 га. У Нігерії греблі Кенджі (англ. Kainji) та Джебба (англ. Jebba) використовуються для отримання гідроелектроенергії.
Водні ресурси річки Нігер сильно виснажуються через збільшення забору води для зрошення та у зв'язку з впливом зміни клімату. Будівництво гребель для потреб гідроенергетики ведеться або планується з метою полегшення хронічної нестачі енергії в країнах басейну Нігеру.
За оцінками ФАО, іригаційний потенціал всіх країн у басейні річки Нігер становить 2,8 млн га. Тільки 0,93 млн га земель зрошувались наприкінці 1980-х років. Зрошувальний потенціал оцінюється в 1,68 млн га в Нігерії та в 0,56 млн га в Малі, а фактичні площі зрошуваних земель були 0,67 млн га та 0,19 млн га відповідно.

### Хартія басейну річки Нігер та інвестиційний план
З метою подальшої координації зусиль, у квітні 2008 року прибережними країнами, що входять до Товариства басейну річки Нігер, прийнято Хартію басейну річки Нігер, в масштабах усього басейну, з 30-річним інвестиційним планом і 5-річним планом пріоритетних інвестиційних проєктів. Хартія має сприяти комплексному управлінню водними ресурсами, визначає процедури розгляду і затвердження нових проєктів, забезпечує основу для розподілу водних ресурсів між секторами, зобов'язує берегти цілісність водних екосистем і визначає механізми для врегулювання суперечок між країнами та участі третіх сторін. Інвестиції включають розширення зрошуваного землеробства для поліпшення продовольчої безпеки, будівництво дамби Тауса (англ. Taoussa (або англ. Tossaye)) в Малі та греблі Кандаджі (англ. Kandadji) в Нігері (остання була на стадії будівництва з серпня 2008 року), а також реабілітації дамб Кенджі (англ. Kainji) та Джебба (англ. Jebba) в Нігерії.

### Фінансування
Більшість інвестицій фінансуються або, як очікується, будуть фінансуватися за рахунок пожертв та фондів. Наприклад, гребля Кандаджі в Нігері фінансується Ісламським банком розвитку, Африканським банком розвитку та Фондом розвитку ОПЕК. Світовий банк затвердив 500 млн дол. США пільгового кредиту в липні 2007 року для фінансування проєктів в басейні протягом 12 років. Фінансування буде проведено в два етапи. Початкові 185 млн кредитних доларів піде до Нігерії, Гвінеї, Беніну, Малі та Нігеру. Другий транш, 315 млн дол. інвестицій, намічений на Буркіна-Фасо, Камерун, Чад і Кот-д'Івуар. Окрім фінансування відновлення дамб в Нігерії, позика також передбачає кошти на програму «Конструктивне управління вибраними деградованими екосистемами і відновлення малої водної інфраструктури».

### Річковий транспорт і днопоглиблювальні роботи
У вересні 2009 року уряд Нігерії виділив перші 36 млрд. найр на роботи з поглиблення річки Нігер між містами Баро та Варрі, крок, який передбачає видалення мул з декількох сотень кілометрів річкового дна. Днопоглиблювальні мають дозволити простіше транспортувати річкою товари до ізольованих населених пунктів, розташованих глибоко на материку, далеко від Атлантичного океану. Розраховані, за оцінками, на шість-вісім місяців, ці роботи вперше були запропоновані, а потім відкладені на 43 роки тодішнім урядом. Виступаючи в Локоджі (англ. Lokoja), президент Нігерії Умару Яр-Адуа заявив, що проєкт дозволить цілорічне судноплавство на річці Нігер, і що він сподівається, що до 2020 року Нігерія могла б стати однією з двадцяти найбільш промислово розвинених країн у світі. Хаджі Ібрагім Біо, нігерійський міністр транспорту, заявив, що його міністерство буде працювати над тим, щоб закінчити цей проєкт буде до призначеного терміну. Деякі активісти, однак, в минулому виступали проти проєкту, стверджуючи, що його реалізація може мати негативні наслідки для жителів берега річки.
Наприкінці березня 2010 року завершеність днопоглиблювальних робіт становила 50 % повної.

## Каскад ГЕС
На річці розташовані: ГЕС Каїнджі, ГЕС Джебба.

## Головні притоки
- Міло
- Бані
- Сокото
- Кадуна
- Бенуе

### Міжнародне законодавство та річка Нігер
- Bibliography on Water Resources and International Law Peace Palace Library
- Fabio Spadi, «The ICJ Judgment in the Benin-Niger Border Dispute: the interplay of titles and ‘effectivités’ under the uti possidetis juris principle», Leiden Journal of International Law [Архівовано 29 вересня 2006 у Wayback Machine.](2005) 4, pp. 777-794.